# Xerogrella dolpensis
Genre
Espèce
Xerogrella dolpensis, unique représentant du genre Xerogrella, est une espèce d'opilions eupnois de la famille des Sclerosomatidae.

## Distribution
Cette espèce se rencontre au Népal et en Inde, au Uttarakhand.

## Description
Les mâles mesurent de 4,7 à 5,8 mm et les femelles de 6,5 à 6,7 mm.

## Étymologie
Son nom d'espèce, composé de dolp[a] et du suffixe latin -ensis, « qui vit dans, qui habite », lui a été donné en référence au lieu de sa découverte, le district de Dolpa.

## Publication originale
- Martens, 1987 : « Opiliones aus dem Nepal-Himalaya. VI. Gagrellinae (Arachnida: Phalangiidae). » Courier Forschungsinstitut Senckenberg, vol. 93, p. 87–202.